# Tara gratiosa
Tara gratiosa là một loài nhện trong họ Salticidae.
Loài này thuộc chi Tara. Tara gratiosa được William Joseph Rainbow miêu tả năm 1920.